# The Beatles at Shea Stadium
The Beatles at Shea Stadium es una película documental de 50 minutos de duración que muestra el concierto realizado por la banda británica The Beatles el 15 de agosto de 1965 en el Shea Stadium, como parte de su gira The Beatles' 1965 USA Tour. El documental fue producido por Ed Sullivan, NEMS Enterprises y la compañía de The Beatles, Subafilms. El proyecto, que contó la producción de M. Clay Adams, fue filmado por un numeroso equipo liderado por el cinematográfico Andrew Laszlo, usando catorce cámaras para captar diferentes ángulos durante 1965. El documental fue puesto al aire por la cadena británica BBC Television el 1 de mayo de 1966. Sin embargo, otras fuentes aseguran que fue publicado el 1 de marzo de ese mismo año. En Alemania Occidental fue emitida el 2 de agosto de 1966, mientras que en Estados Unidos la emitió la ABC el 10 de enero de 1967.

## Historia
El film no solo mostró el concierto, sino también la llegada de The Beatles al estadio por medio de un helicóptero. Al concierto llegaron 55 600 personas, siendo el más grande concierto de The Beatles en ese tiempo (Años más tarde superados por la  presentación de Elvis en el Pontiac Silverdome de Michigan) 
El film no mostró completamente el concierto realizado por la banda. Las canciones She's a Woman y Everybody's Trying to Be My Baby, siendo incluido su audio en el álbum The Beatles Anthology volumen 2. El audio de las canciones fue remasterizado en el estudio duramente para poder obtener un mejor sonido. Algunas canciones sufrieron un trato especial en el estudio, mientras que otra fueron regrabadas completamente por The Beatles en los CTS Studios de Londres en enero de 1966, para poder cubrir algunos problemas de audio en el concierto. Además, el audio de Twist and Shout fue tomado de un concierto en el Hollywood Bowl realizado más tarde por la banda en el mismo tour, y el audio de Act Naturally fue simplemente cambiado por la versión de estudio (lanzada en el álbum Help! en Gran Bretaña y como lado B del sencillo Yesterday en Estados Unidos) siendo editada su velocidad para coincidir con el video.
Aunque oficialmente nunca fue lanzado en DVD o VHS (excepto por un lanzamiento en 1978 por Media Home Entretaiment, no autorizado por Northern Songs) siempre estuvo un bootleg con el audio de las canciones disponible de forma ilegal.

## Lista de canciones
Todas las canciones escritas por Lennon-McCartney, excepto donde está indicado.
1. "Twist and Shout" (Phil Medley, Bert Russell)
2. "She's a Woman" (no incluida en la película)
3. "I Feel Fine"
4. "Dizzy Miss Lizzy" (Larry Williams)
5. "Ticket to Ride"
6. "Everybody's Trying to Be My Baby" (Carl Perkins) (no incluida en la película)
7. "Can't Buy Me Love"
8. "Baby's in Black"
9. "Act Naturally" (Voni Morrison, Johnny Russell)
10. "A Hard Day's Night"
11. "Help!"
12. "I'm Down"